# Daïra d'El Tarf
La daïra d'El Tarf est une circonscription administrative algérienne située dans la wilaya d'El Tarf. Son chef-lieu est situé sur la commune éponyme d'El Tarf.
La daïra regroupe les deux communes d'El Tarf, Aïn El Assel, Bougous et Zitouna.